# 張楊 (東漢)
張楊（？—198年），字稚叔，并州雲中人，東漢末政治人物。多次迎接獻帝，最高職位為大司馬。所控制的河內郡兵精糧足，為袁紹、曹操等所垂涎。後因欲助呂布對抗曹操，為部下楊醜所殺。

## 生平

### 初為武官
張楊以武勇見稱，在并州封為武猛從事。汉灵帝组建西园军，并州刺史丁原響應西园军上军校尉蹇碩呼籲，派張楊為蹇碩部下，被蹇碩封為假司馬。蹇硕被杀后，张杨归顺何进。何進當權，派張楊募兵千餘人在上黨討伐山賊。

### 討伐董卓
董卓當權，張楊参与董卓讨伐战，攻上黨太守於壺關，無功而還。後留上黨，攻略諸縣，聚眾至數千人（據《常林傳》載，受害者是當地大姓）。董卓討伐軍起，張楊依附袁紹，不為所用。初平二年（191年），匈奴單于于夫羅欲叛東漢朝廷，袁紹和張楊不從，于夫羅脅持張楊出走。于夫羅初敗於袁紹將麴義，後又攻破度遼將軍耿祉，放走張楊。

### 控制河內
于夫羅放走張楊後，張楊被董卓封為建義將軍、河內太守。興平二年（195年），董承帶汉献帝逃避李傕追擊至大陽（今山西平陸西），張楊以糧食朝貢，被封為安國將軍、晉陽侯，假節開府。張楊希望汉献帝回洛陽，被諸將拒絕，回到野王（今河南沁陽近域）。建安元年（196年），張楊與董承再次提出希望汉献帝回洛陽，楊奉、李樂拒絕。董承後投奔張楊，張楊命令董承大修洛陽宮。夏天天子要求楊奉等人迎汉献帝到洛陽。秋天汉献帝回洛陽，以糧食相迎。張楊以為自己在大修宮室有功，命名南宮殿為楊安殿。後選擇不留在洛陽分享權力，再回到野王。臨走前還對諸將說：“天子当与天下共之，幸有公卿大臣。（張）楊当捍外难，何事京都？”不久被拜為大司馬。

### 義助呂布
與呂布素有交情，初平三年（192年），呂布離開袁術，投奔張楊。後因李傕等通緝呂布，呂布因害怕而離開投奔袁紹。初平四年（193年），呂布離開袁紹，再度投奔張楊。興平元年（194年），張楊諸將皆為李傕等收買，呂布試探張楊，張楊表面承認出賣，內裹暗中保護，封呂布為潁川（今許昌市附近）太守。但呂布終捨棄張楊而投奔張邈。建安三年（198年），曹操攻擊呂布時欲出兵援呂布，為部下楊醜所殺。

## 部下
- 楊醜，殺害張楊以投靠曹操。
- 眭固，殺害楊醜，投奔袁紹。
  - 長史薛洪、河內太守繆尚，在張楊被殺初欲守城等待袁紹救援，後被董昭招降。
- 董昭，曹操欲借道張楊向李傕求天子，建議張楊推薦曹操。
- 穆順，《三國演義》虛構人物，為呂布一戟刺於馬下。

## 評價
- 陳壽《三國志》：「陶谦昏乱而忧死，張楊授首於臣下，皆擁據州郡，曾匹夫之不若，固無可論者也。」
- 《英雄記》評曰：「楊性仁和，無威刑。」

## 延伸阅读
[在维基数据编辑]
 《三國志·卷08》，出自陳壽《三國志》